# 楸子群岛
楸子群岛（：／ Chuja Gundo */?），是大韩民国的群岛，位于济州海峡，由4个有人居住的岛屿和38个无人居住的岛屿组成，由济州道负责管辖，面积7.05 km²，2016年人口1,906。
该群岛上的居民使用朝鲜语全罗方言下的楸子方言，不同于济州本岛的济州方言。

## 外部連結
- Chujado Island （页面存档备份，存于）
- 제주시 추자면 메인